# 信宜毛柃
信宜毛柃（学名：Eurya velutina），为山茶科柃木属下的一个种。

## 扩展阅读
維基物種上的相關：信宜毛柃